# Miks Indrašis
Miks Indrašis (* 30. September 1990 in Riga, Lettische SSR) ist ein lettischer Eishockeyspieler, der seit August 2023 bei Brynäs IF aus der Svenska Hockeyligan (SHL) unter Vertrag steht und dort auf der Position des rechten Flügelstürmers spielt. Zuvor war Indrašis hauptsächlich in der Kontinentalen Hockey-Liga (KHL) aktiv, wo er über 500 Partien absolvierte.

## Karriere
Miks Indrašis begann seine Karriere als Eishockeyspieler in der Nachwuchsabteilung des HK Liepājas Metalurgs, in der er bis 2007 aktiv war. Von 2007 bis 2009 spielte der Flügelspieler für den SK LSPA/Riga in der lettischen Eishockeyliga sowie der zweiten lettischen Spielklasse. Parallel spielte er für den SK Riga 18 in der nationalen U18-Junioren-Meisterschaft sowie die Profimannschaft des HK Riga 2000 in der belarussischen Extraliga. Die Saison 2009/10 verbrachte er mit den Dinamo-Juniors Riga ebenfalls in der belarussischen Extraliga. In der folgenden Spielzeit lief er für den HK Riga in der multinationalen Nachwuchsliga Molodjoschnaja Chokkeinaja Liga (MHL) auf.

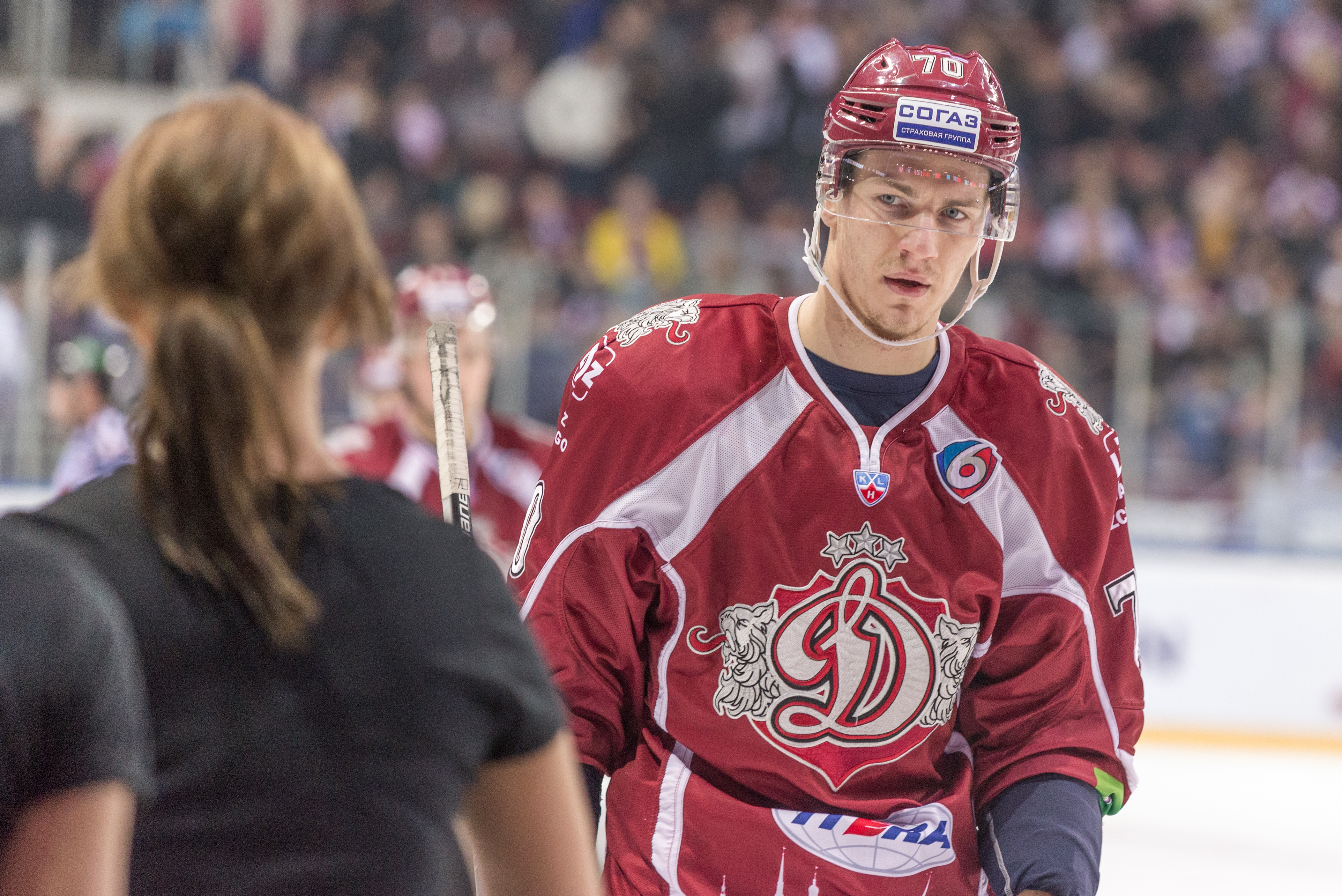
Indrašis im Trikot von Dinamo Riga (2013)

In der Saison 2011/12 gab Indrašis sein Debüt für Dinamo Riga in der Kontinentalen Hockey-Liga (KHL), in der er zu einem Einsatz kam. Die gesamte restliche Spielzeit verbrachte er allerdings bei deren Farmteam, seinem Ex-Klub HK Liepājas Metalurgs aus der belarussischen Extraliga sowie dem HK Riga in der MHL. In den Playoffs kam er zudem zu zwei Einsätzen für den HK Juniors Riga in der lettischen Eishockeyliga. Nach der Weltmeisterschaft 2012 erhielt der Stürmer bei Dinamo einen Vertrag über drei Jahre Laufzeit. In den folgenden Spieljahren entwickelte sich Indrašis bei Dinamo zu einem Leistungsträger und gehörte regelmäßig zu den besten Scorern im Team. Im Jahr 2018 nahm er am KHL All-Star Game teil, verließ den Klub aber im Mai desselben Jahres nach neun Jahren Vereinszugehörigkeit und wechselte in die russische Hauptstadt zum HK Dynamo Moskau. Nach zwei Jahren bei Dynamo kehrte der Lette im Juli 2020 zu Dinamo Riga zurück.
Im Mai 2021 unterzeichnete Indrašis einen Vertrag beim KHL-Vertreter HK Witjas aus Podolsk und wechselte im Saisonverlauf zum Ligakonkurrenten Admiral Wladiwostok. Im Februar 2022 wurde er von Admiral entlassen, nachdem Admiral keine Chance mehr auf das Erreichen der Playoffs hatte. Wenige Tage später verpflichtete der Schweizer Nationalligist EHC Biel den erfahrenen Angreifer bis zum Saisonende. Im Juli 2022 erhielt Indrašis einen Einjahresvertrag bei den Schwenninger Wild Wings aus der Deutschen Eishockey Liga (DEL). Ein Jahr später wechselte der Lette zu Brynäs IF in die zweitklassige HockeyAllsvenskan, wo der Mannschaft der Gewinn der Meisterschaft und der damit verbundene Aufstieg in die Svenska Hockeyligan (SHL) gelang.

### International

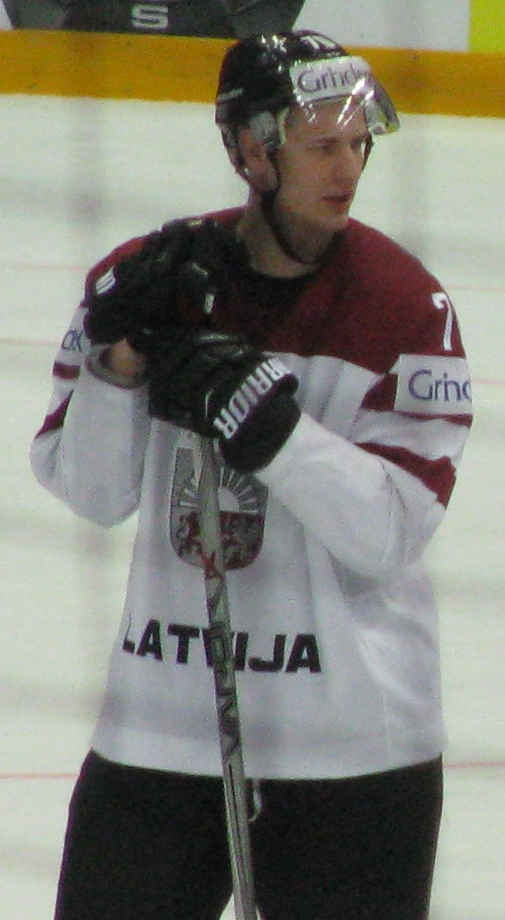
Indrašis als Spieler der lettischen Nationalmannschaft (2016)

Für Lettland nahm Indrašis im Juniorenbereich an der U18-Junioren-Weltmeisterschaft der Division I 2008 sowie der U20-Junioren-Weltmeisterschaft 2010 teil. Im Seniorenbereich stand er erstmals bei der Weltmeisterschaft 2012 im Aufgebot seines Landes und vertritt diese seither regelmäßig bei Großereignissen wie Weltmeisterschaften und Olympischen Spielen. Bei der Weltmeisterschaft 2023 erreichte Indrašis mit dem Gewinn der Bronzemedaille den größten Erfolg der lettischen Eishockey-Geschichte.

## Erfolge und Auszeichnungen
- 2010 Lettischer Meister mit den Dinamo-Juniors Riga
- 2018 Teilnahme am KHL All-Star Game
- 2024 Meister der HockeyAllsvenskan und Aufstieg in die Svenska Hockeyligan mit Brynäs IF

### International
- 2008 Bester Stürmer bei der U18-Junioren-Weltmeisterschaft der Division I, Gruppe B
- 2023 Bronzemedaille bei der Weltmeisterschaft

## Karrierestatistik
Stand: Ende der Saison 2023/24

### International
Vertrat Lettland bei:
| - U18-Junioren-Weltmeisterschaft der Division I 2008 - U20-Junioren-Weltmeisterschaft 2010 - Weltmeisterschaft 2012 - Qualifikationsturnier für die Olympischen Winterspiele 2014 - Weltmeisterschaft 2013 - Olympischen Winterspielen 2014 - Weltmeisterschaft 2014 - Weltmeisterschaft 2015 - Weltmeisterschaft 2016 - Qualifikationsturnier für die Olympischen Winterspiele 2018 | - Weltmeisterschaft 2017 - Weltmeisterschaft 2018 - Weltmeisterschaft 2019 - Weltmeisterschaft 2021 - Qualifikationsturnier für die Olympischen Winterspiele 2022 - Olympischen Winterspielen 2022 - Weltmeisterschaft 2023 - Weltmeisterschaft 2024 - Qualifikationsturnier für die Olympischen Winterspiele 2026 |

(Legende zur Spielerstatistik: Sp oder GP = absolvierte Spiele; T oder G = erzielte Tore; V oder A = erzielte Assists; Pkt oder Pts = erzielte Scorerpunkte; SM oder PIM = erhaltene Strafminuten; +/− = Plus/Minus-Bilanz; PP = erzielte Überzahltore; SH = erzielte Unterzahltore; GW = erzielte Siegtore; 1 Play-downs/Relegation; Kursiv: Statistik nicht vollständig)